# Diecezja Barbastro-Monzón
Diecezja Barbastro-Monzón (łac. Dioecesis Barbastrensis-Montisonensis) – diecezja Kościoła rzymskokatolickiego w Hiszpanii. Należy do metropolii saragosskiej. Została erygowana w XII w. 15 czerwca 1995 do nazwy włączono drugi człon -Monzón .

## Główne świątynie
- Katedra: Katedra Wniebowzięcia Najświętszej Maryi Panny w Barbastro
- Konkatedra: Konkatedra Najświętszej Maryi Panny z Romeral w Monzón
- Bazyliki mniejsze:
  - Bazylika Matki Bożej w Badain
  - Bazylika Matki Bożej de la Peña w Graus

## Biskupi
- biskup diecezjalny: Ángel Javier Pérez Pueyo (od 2014)